# Nannestad
Nannestad este o comună din provincia Akershus, Norvegia.

## Personalități născute aici
- Anniken Wollik (n. 1997), handbalistă.